# Pico Comandante Braz de Aguiar
Pico Comandante Braz de Aguiar är en bergstopp i Brasilien.   Den ligger i kommunen Santa Isabel do Rio Negro och delstaten Amazonas, i den nordvästra delen av landet, 2 700 km nordväst om huvudstaden Brasília. Toppen på Pico Comandante Braz de Aguiar är 1 733 meter över havet, eller 9 meter över den omgivande terrängen. Bredden vid basen är 0,09 km.
Terrängen runt Pico Comandante Braz de Aguiar är varierad. Trakten runt Pico Comandante Braz de Aguiar är nära nog obefolkad, med mindre än två invånare per kvadratkilometer.. Det finns inga samhällen i närheten.
I omgivningarna runt Pico Comandante Braz de Aguiar växer i huvudsak städsegrön lövskog.